# CUBE/9
『CUBE/9』（キュウブンノキュウブ）は、1998年11月26日にパイオニアLDC / マジックアイランドレコードより発売された山寺宏一のオリジナル・アルバム。

## 収録曲
- 全作詞：田口俊

1. 運命のダイス
  - 作曲・編曲：朝井泰生
2. Ambitious! 〜フォークソングみたいな現実〜
  - 作曲・編曲：朝井泰生
3. カタツムリの交差点
  - 作曲・編曲：朝井泰生
4. ジョンとヨーコみたいに
  - 作曲・編曲：朝井泰生
5. さわやかな青年
  - 作曲・編曲：朝井泰生
6. 小さくて四角い夜
  - 作曲・編曲：朝井泰生
7. PRESSURE
  - 作曲・編曲：朝井泰生
8. God Bless You!
  - 作曲・編曲：朝井泰生
9. Cubeの世界
  - 作曲・編曲：船越由佳